# Crewsing
『Crewsing』（クルージング）は、ビーグルクルーの1枚目のアルバムである。2006年11月18日発売。発売元は自主制作。

## 概要
- ビーグルクルーとして初のアルバムである。

## 収録曲

### CD
1. intro〜Crewsing〜
2. おてんとさまのごきげんサマ〜
3. メモリーズメロディ
4. 流れ星(Short ver.)
5. The Shining World(Short ver.)
6. うたをうたって
7. outro〜ラララ〜